# Stanislav Balík (1978)
Stanislav Balík (* 20. února 1978 Šumperk) je český politolog, politik, historik a skaut. Ve svém oboru se specializuje především na moderní českou politiku, komunální politiku, církevní dějiny a studium nedemokratických režimů. Od roku 2002 působí na Fakultě sociálních studií Masarykovy univerzity, kde byl v dubnu roku 2019 zvolen děkanem.
Od roku 2002 je coby nestraník za ODS zastupitelem obce Bludov. Od září 2024 působí také jako nezávislý senátor za obvod č. 65 – Šumperk.

## Život

### Dětství a mládí
Stanislav Balík vyrůstal v Bludově, odmala ministroval a chodil na hodiny náboženství.
Na začátku roku 1990 vstoupil do skautského oddílu (přezdívka Ježek) a aktivním skautem je dodnes. V letech 1995–2001 byl vůdcem 2. oddílu Bludovit, v letech 1998–2013 vůdcem bludovského skautského střediska Františka Pecháčka. V roce 2013 byl zvolen zástupcem vůdce střediska a tuto funkci vykonával deset let. Od roku 2000 je vůdcem Jesenické lesní školy (JeLŠ) a jejích lesních kurzů, jedné ze stabilních a významných součástí skautského vzdělávacího systému.

### Akademická kariéra
Vystudoval gymnázium v Šumperku, poté nastoupil na vysokou školu, kde v roce 2001 absolvoval studium historie na Filozofické fakultě a politologie na Fakultě sociálních studií Masarykovy univerzity. Na Fakultě sociálních studií následně v roce 2004 úspěšně ukončil doktorské studium politologie a v roce 2008 se habilitoval s prací Česká komunální politika v obcích s rozšířenou působností. Koalice, voličské vzorce a politické strany na místní úrovni v letech 1994–2006. V roce 2018 byl jmenován profesorem politologie.
V roce 2001 a 2002 pracoval jako odborný asistent na Katedře společenských věd Fakulty velitelské a štábní Vojenské akademie v Brně (dnes Univerzita obrany). V letech 2008–2013 byl členem Vědecké rady Ústavu pro studium totalitních režimů.
V letech 2002–2004 byl asistentem na Katedře politologie Fakulty sociálních studií Masarykovy univerzity a v roce 2005 se stal odborným asistentem. Po získání docentury v roce 2008 se stal vedoucím Katedry politologie. V této funkci setrval až do nástupu do funkce děkana Fakulty sociálních studií Masarykovy univerzity v září roku 2019. V letech 2015–2019 byl předsedou Akademického senátu Masarykovy univerzity. Za svou pedagogickou práci získal v roce 2017 Cenu rektora Masarykovy univerzity pro vynikající pedagogy v oblasti společenských a humanitních věd.
Roku 2018 byl jmenován profesorem v oboru politologie Masarykovy Univerzity v Brně.
Od roku 2021 je členem Vědecké rady Univerzity Palackého v Olomouci, a od roku 2022 také členem Vědecké rady Univerzity Karlovy. Od roku 2015 je předsedou správní rady Nadace Karla Staršího ze Žerotína. Je také předsedou redakční rady měsíčníku Bludovan.

### Ostatní činnosti
V letech 2001–2003 působil jako odborný pracovník v brněnském konzervativně-liberálním think tanku a nakladatelství Centru pro studium demokracie a kultury (CDK). Zde také v letech 2003–2013 působil jako výkonný ředitel a od roku 2014 do roku 2019 jako předseda dozorčí rady. Řadu jeho knih vydalo právě nakladatelství CDK nebo spřízněné Books & Pipes.
Od roku 2014 je editorem konzervativně-liberální revue Kontexty. S ostatními členy redakce Kontextů (František Mikš, Jiří Hanuš, Petr Fiala) vydal v roce 2017 knihu Manifest čtyř: program pro přátele svobody.

### Politická činnost
Od roku 2002 je členem Zastupitelstva obce Bludov, kde předsedá Komisi školské, kulturní, mládeže a sportu. Zastupitelem je coby nestraník za ODS.
Ve volbách do Senátu PČR v roce 2024 kandidoval jako nezávislý v obvodu č. 65 – Šumperk. Podpořily jej také ODS, KDU-ČSL, KONS, Koruna Česká a NEZÁVISLÁ VOLBA Šumperk. V prvním kole skončil druhý, když získal 44,38 % hlasů. Do druhého kola Balík postoupil s nestraníkem za hnutí ANO Miroslavem Adámkem. Balík porazil Adámka o 8,51 procentního bodu a stal se tak senátorem. Tehdejší premiér Fiala označil Balíka jako svého dlouholetého osobního přítele při tiskové konferenci ODS k výsledkům druhého kola senátních voleb  a povolební situaci komentoval slovy: „Balík dokázal na Šumpersku porazit předsedu senátorského klubu ANO a sociální demokracie. Já myslím, že je to velký výsledek, a osobně mám z toho opravdu radost.“ Balík následně vstoupil do senátorského klubu ODS a TOP09. V květnu 2025 kombinoval Balík roli senátora s akademickým povoláním.

#### Postoje a názory ke školské novele (2025)
V červnu 2025 navrhl Balík zpřísnění odkladů nástupů do základních škol a podílel se tak na „osekání“ školské novely. Své politické kroky zdůvodnil nemožností soutěže mezi jednotlivými základními školami a zvýšením personálních a finančních nákladů na školství. Dále sdělil, že početně asistenti pedagogů připomínali armádu k červnu 2025. Pozměněná verze školské novely se navrátila k projednání do Poslanecké sněmovny. Balík při nočním jednání Senátu ocitoval Mao Ce-tunga s tím, že by senátoři neměli snažit páchat dobro skrze zákony.
Český sociolog a publicista Stanislav Biler označil Balíkovu argumentaci se soutěžením mezi základními školami za nesmyslnou, protože spádovost škol napomáhá i nedobrovolnému zařazení žáků do konkrétní školy. Proto mají školy nabízet stejně kvalitní vzdělání bez ohledu na fyzickou lokalitu školní budovy. Biler zároveň upozornil, že povinný pedagogický asistent, který neprošel jako součást novely Senátem, by pomohl Balíkovu rodnému Šumpersku, kde opakuje ročník dvakrát více dětí než na základních školách v Praze.

### Osobní život
Je ženatý, má dvě dcery. Podle zjištění webu Kverulant.org s odkazem na tiskové mluvčí Senátu a Fakulty sociálních studií Masarykovy univerzity si Balík vydělal 625 tisíc korun za poslední kvartál roku 2024.

## Publikace

### Knihy
- 2023: Český bůh: Hovory o historii, víře a ateismu (spoluautoři: Zdeněk Jančařík a Jaroslav Šebek)
- 2023: Politika pro každého (rozhovor s Bohumilem Pečinkou)
- 2021: Dobrodružství historické interpretace. The Adventure of Historical Interpretation (kolektiv autorů, editorials Jiří Suk a Jiří Hanuš)
- 2020: Dějiny Komunistické strany Československa IV. 1969–1993 (spoluautoři: Jiří Kocian, Jaroslav Pažout, Tomáš Vilímek, Vít Hloušek)
- 2020: Komunální volby v roce 2018 (spoluautor Lukáš Hájek)
- 2019: Od Palackého k Babišovi: Česká politika 19. až 21. století (spoluautoři Vít Hloušek, Jan Holzer, Lubomír Kopeček, Pavel Pšeja, Andrew Lawrence Roberts)
- 2019: Parlament s lidskou tváří: Biografické aspekty české legislativní politiky (spoluautoři: Michal Pink, Petr Voda)
- 2018: Od Markrabiny na Prostřední hora : Atlas historických bludovských map.[28]
- 2017: Manifest čtyř: program pro přátele svobody (spoluautoři: František Mikš, Jiří Hanuš, Petr Fiala)
- 2016: Kvalita demokracie v České republice (spoluautoři: Michal Pink, Marek Rybář, Petr Voda, Peter Spáč, Petra Svačinová)
- 2015: Český antiklerikalismus. Zdroje, témata a podoba českého antiklerikalismu v letech 1848–1938 (spoluautoři: Lukáš Fasora, Jiří Hanuš, Marek Vlha)
- 2015: Dvacet let komunálních voleb v ČR (spoluautoři: Petr Gongala, Kamil Gregor)
- 2014: Sto let od počátku první světové války (kolektiv autorů, editor Václav Klaus)
- 2013: Pozdvihni se duše z prachu. Příběh bludovské farnosti sv. Jiří
- 2012: Letnice dvacátého století. Druhý vatikánský koncil a české země (spoluautoři: Jiří Hanuš, Pavel Hradilek, Karel Rechlík)
- 2010: Skauting v Bludově
- 2009: Okresy na severu. Komunální politika v okresech Šumperk a Jeseník v letech 1989–2006
- 2008: Česká komunální politika v obcích s rozšířenou působností. Koalice, voličské vzorce a politické strany na místní úrovni v letech 1994–2006
- 2007: Katolická církev v Československu 1945–1989 (spoluautor: Jiří Hanuš)
- 2004: Teorie a praxe totalitních a autoritativních režimů (spoluautor: Michal Kubát)
- 2003: Politický systém českých zemí 1848–1989 (spoluautoři: Vít Hloušek, Jan Holzer, Jakub Šedo)
- 2000: Miloval jsem okrasu domu Tvého. Bludovský monstrproces v letech 1950–1952

### Publikace vydané v angličtině
- 2020: Czech Democracy in the New Millennium (spoluautoři: Andrew Lawrence Roberts, Michal Pink, Marek Rybář, Peter Spáč, Petra Svačinová a Petr Voda)
- 2017: Czech Politics : From West to East and Back Again (spoluautoři: Vít Hloušek, Jan Holzer, Lubomír Kopeček, Pavel Pšeja, Andrew Lawrence Roberts)
- 2016: Der tschechische Antiklerikalismus. Quellen, Themen und Gestalt des tschechischen Antiklerikalismus in den Jahren 1848–1938 (spoluautoři: Lukáš Fasora, Jiří Hanuš, Marek Vlha)

### Vybrané zahraniční články
- 2024: Control body, representative of regions, or elitist chamber of wisdom? The perceived roles of upper chambers and the case of the Czech Senate (spoluautor: Jan Hruška)[29]
- 2024: Outcomes, Politicians, or the Institution Itself? Using a Czech Case to Explain Trust Formation in Different Political Institutions and the Implications for Voter Turnout (spoluautor: Jan Hruška)[30]
- 2021: Tschechiens Regionen Ein ostmitteleuropäischer Vergleich[31]
- 2017: Local and more local : Impact of size and organization type of settlement units on candidacy (spoluautoři: Petr Voda, Petra Svačinová, Andrea Smolková).[32]
- 2016: Local Cleavages, Politics and Policy at the Local Level – Is the Depolitization Real?[33]
- 2013: The Second Vatican Council and the Czechoslovak State.[34]
- 2008: Czechoslovakia in 1989 – a case of successful transition (spoluautoři: Jan Holzer, Lubomír Kopeček)